# Hillsdale (New Jersey)
Hillsdale – miasto w Stanach Zjednoczonych, w stanie New Jersey, w hrabstwie Bergen. W 2010 roku liczyło 10 219 mieszkańców.